# Sergueï Doubine
Pour les articles homonymes, voir Doubine.
Sergueï Borissovitch Doubine, né le 11 juin 1972 à Moscou, est un journaliste russe, philologue, essayiste et traducteur du français et de l'anglais.

## Carrière
Sergueï Doubine est le fils de Boris Doubine. Il termine en 1994 la faculté de philologie de l'université de Moscou. Il est candidat au doctorat d'État en sciences philologiques. Le sujet de sa thèse est « l'humour noir des surréalistes et ses sources romantiques ». En tant que journaliste, il travaille pour l'Agence France-Presse, au service russe de la BBC et depuis 2001 à la rédaction russe d'Euronews à Lyon. Il en est aujourd'hui le directeur.

## Publications
Sergueï Doubine est l'auteur de travaux concernant la littérature française du XXe siècle et le cinéma contemporain, de commentaires sur les œuvres de Lautréamont; Alfred Jarry, ou Albert Camus. Il a traduit en russe les ouvrages d'Alfred Jarry, des essais d'André Breton, d'Albert Camus et de Susan Sontag, etc. ainsi qu'une monographie de Jacqueline Chénieux-Gendron, Le Surréalisme; Anthologie de l'humour noir d'André Breton, Totalitarisme et Avant-gardes de Philippe Sers, Les Célibataires de Rosalind Krauss, etc.